# NGC 2915
NGC 2915 ist eine Irreguläre Galaxie mit ausgedehnten Sternentstehungsgebieten im Sternbild Chamäleon am Südsternhimmel. Sie ist schätzungsweise 12 Millionen Lichtjahre von der Milchstraße entfernt und hat einen Durchmesser von etwa 5.000 Lichtjahren. Der sichtbare Bereich der Galaxie ist von einer vielfach größeren Spiralstruktur aus nicht ionisertem Wasserstoff umgeben, wie Aufnahmen im Radiobereich zeigen.
Das Objekt wurde am 31. März 1837 von dem britischen Astronomen John Herschel entdeckt.